# Lucas Martínez Lara
Lucas Martínez Lara (Villa de la Paz, San Luis Potosí, 13 de marzo de 1943-San Luis Potosí, 9 de abril de 2016) fue el segundo obispo de la diócesis de Matehuala. 

## Trayectoria
Fue ordenado sacerdote el 27 de octubre de 1968 sirviendo desde entonces en la arquidiócesis de San Luis Potosí hasta que el 5 de octubre de 2006 el papa Benedicto XVI le nombró obispo de Matehuala, ordenado el 14 de diciembre del mismo año por el entonces arzobispo de San Luis Potosí Mons. Luis Morales Reyes.
Falleció en un hospital privado de la capital potosina tras sufrir complicaciones derivadas de la diabetes, una trombosis previa y, al fin sufrió una insuficiencia respiratoria.